# Porto Ferreira
Porto Ferreira é um município brasileiro do estado de São Paulo localizado na Região Geográfica Imediata de São Carlos a uma latitude 21º51'14" sul e a uma longitude 47º28'45" oeste, à margem do Rio Mogi Guaçu, estando a uma altitude de 537 metros. Sua população estimada, conforme dados do IBGE de 2022, era de 52 649 habitantes. É considerada "A Capital Nacional da Cerâmica Artística e da Decoração".

## História
A origem de Porto Ferreira aponta para o início dos anos de 1860. Nas margens do rio Moji-Guaçu, inicialmente pelas proximidades do Ribeirão dos Patos e, em seguida, transferida para próximo da foz do Rio Corrente, exerceu atividade, a Balsa que efetuava a travessia de passageiros e mercadorias. O responsável por este porto fluvial, foi o Balseiro João Inácio Ferreira, o qual, emprestou seu nome à cidade que futuramente se formou Porto Ferreira.
No dia 6 de julho de 1877, faleceu, aos 62 anos de idade, o Balseiro João Inácio Ferreira.
Todo o Vale do Mogi foi habitado pelos índios "Painguás" ou "Paiaguás", da grande família Tupi-Guarani, que tinham algumas aldeias em terras onde veio a se constituir o município de Porto Ferreira. 
Em 1870, o mineiro Vicente José de Araújo, acompanhado da família, comprou terras nas margens do córrego do Amaros, instalando uma serraria movida pela força daquelas águas, razão pela qual, o córrego, mais tarde, passou a ser denominado Serra D'Àgua. 
A origem de Porto Ferreira, encontra assim, duas teorias básicas divididas entre seus historiadores: a que aponta um nascimento espontâneo pela ação de fatores que acabaram gerando a necessidade de criar um lugarejo neste local, dentre os quais, a atividade do próprio Balseiro João Ferreira; e a outra corrente, que outorga a Vicente José de Araújo, o mérito pelo surgimento do município.
Em qualquer uma delas, é certo que a Balsa foi a semente de Porto Ferreira, cidade que germinou, no entanto, com a chegada da estrada de ferro, oficialmente inaugurada em 15 de Janeiro de 1880, pela Companhia Paulista de Vias Férreas e Fluviais, com o firme propósito de atravessar o Mogi Guaçu e atingir a rica e florescente região de Ribeirão Preto, onde abocanharia rendoso frete pelo transporte de sua produção cafeeira. Este propósito, no entanto, por força de circunstâncias da época, a Companhia Paulista resolveu atingir através da atividade da navegação fluvial no Mogi Guaçu, até sua confluência com o Rio Pardo, o que fez de Porto Ferreira, um importante entreposto hidro-ferroviário, grande responsável pelo povoamento e consequente florescimento do município.
Segundo Arnoni (2020), primeiramente, é preciso qualificar a sociedade ferreirense existente nos primórdios da ferrovia, da navegação fluvial e da Paróquia de São Sebastião de Porto Ferreira. Assim, apresenta-se parte de uma documentação, de 1937:
“Os moradores desta cidade eram unicamente brasileiros, nos princípios desta povoação, quando um fato sensacional veio modificar completamente, e dum modo impulsivo, todos os costumes, usos e mais coisas próprias daqueles conterrâneos históricos.
A Companhia acabava de inaugurar oficialmente, no ano de 1885, a navegação fluvial que estabelecia o comercio chegado desde o Porto Ferreira até Pontal. É desde então, notável a afluência de centenas de famílias de trabalhadores, lancheiros, pilotos, todos portugueses.
Ora, é bem claro que, os costumes e os usos dos portugueses logo se chocassem com os dos brasileiros aqui residentes. Os nossos habitantes sempre acostumados com a sua vida calma e lenta, viviam em suas casas de pau a pique, reunindo-se quase sempre n’alguma casa onde pudessem fazer suas compras, encontrar-se com amigos; aí tratavam de seus negócios, faziam suas tramas de animais, e outras coisas mais, próprias do nosso brasileiro, do rijo caboclo.
Divertimentos, estes aos poucos começaram a aparecer; eram raias muito concorridas, onde as apostas se estrondavam entre os valorosos donos dos
cavalos corredores; eram as rixas, brigas, (censurado), (censurado), que inevitavelmente tinham sua demoníaca aparição nestes divertimentos. Enfim, quando isso não acontecia, lá estavam os nossos habitantes encurralados nas pequenas adegas e casas de jogatina, onde não raro também saiam eles, uns (censurado) pecuniariamente, outros (censurado), outros, ainda tramboleavam aqui e acolá estonteados pelas cacetadas.
Por pouco tempo foi a nossa primitiva povoação constituída apenas de brasileiros, pois logo, cresceria a sociedade ferreirense, dilatando-se por todos os recantos com as constantes chegadas de portugueses, homens de compleição robusta, homens fortes, aptos para os trabalhos pesados, isto falando sem desprestigiar o nosso brasileiro. [...] Os maus costumes, a corrupção predominavam nos portugueses, que uma vez despreocupados na sua terra, para aqui afluiam com seus modos abrutalhados, com graves características de valentões, entendendo desde logo que os moradores de nossa terra, por eles seriam humilhados e subordinados. [...] Ao chegar as suas viagens vinham em massa para a cidade, e aí, com barris de vinho postos no meio da rua, bebiam embebedavam-se, e, pobre do caboclo, do moço e de qualquer pessoa que por ali passassem. Faziam a todos beber; no caso de resistência da vitima, todos aqueles homens corpulentos se precipitavam sobre o pobre diabo, praticando toda sorte de crueldades, donde quase sempre o resultado era a morte do coitado.
Após estas (censurado) que muito honravam Baco, saía o bando desenfreadamente pela cidade. Agora, não só as pessoas eram atacadas, mas até mesmo as casas encontradas abertas; penetravam nelas, atacavam quem lá estivesse, e, pode-se diser o fruto de todas estas cenas, eram sempre, incontestavelmente, mortes. Eram comuns (censurado). Muitos corpos de policia aqui chegavam para acalmar os ânimos, mas quase sempre, ou já era já de costume levar o troféu da derrota”.
Este relato, baseado em pesquisas orais e fontes documentais não citadas na publicação, expõe aspectos sociais que não se encontram presentes nas fontes oficiais. Demonstram uma sociedade extremamente violenta, na qual as leis não eram respeitadas em detrimento dos crimes de diversas ordens, constantemente praticados.
Entre as principais razões que levaram os moradores do bairro de Porto Ferreira a solicitar a mudança do termo de Belém do Descalvado para o de Pirassununga, além das razões econômicas, estavam as ocorrências de:
“[...] factos que reclamariam a intervenção imediata das autoridades policiais do Porto Ferreira, por que são praticados a sua própria vista, mas que entretanto permanecem sem providencias por se darem fora das divisas do termo de Belém, onde a autoridade não tem jurisdição”.
De acordo com Arnoni (2020), o “Almanach de Pirassununga para 1885” faz o seguinte apontamento sobre São Sebastião do Porto-Ferreira:
“Quem edificou a primeira casa n’esse lugar, depois da Companhia Paulista marcar a estação de sua estrada de ferro, foi o Sr. Benedicto José de Rodrigues de Mello, no ano de 1880.
Actualmente contem esta a localidades 37 casas, sendo – 30 cobertas com telhas e 7 com palha”.
Criada pela Lei Provincial nº 3, de 9 de fevereiro de 1888], subordinada a Descalvado. Com a denominação genérica de Distrito de Paz, Porto Ferreira foi desanexado de Descalvado e passou a pertencer ao município de Pirassununga, pela Lei Estadual nº 110, de 1 de outubro de 1892. As primeiras divisas de Porto Ferreira foram estabelecidas pelo Decreto n.º 183, de 29 de maio de 1891.
Porto Ferreira conseguiu sua emancipação político-administrativa pela Lei Estadual n.º 424, de 29 de julho de 1896, sendo o novo município, solenemente instalado no dia 25 de dezembro do mesmo ano.

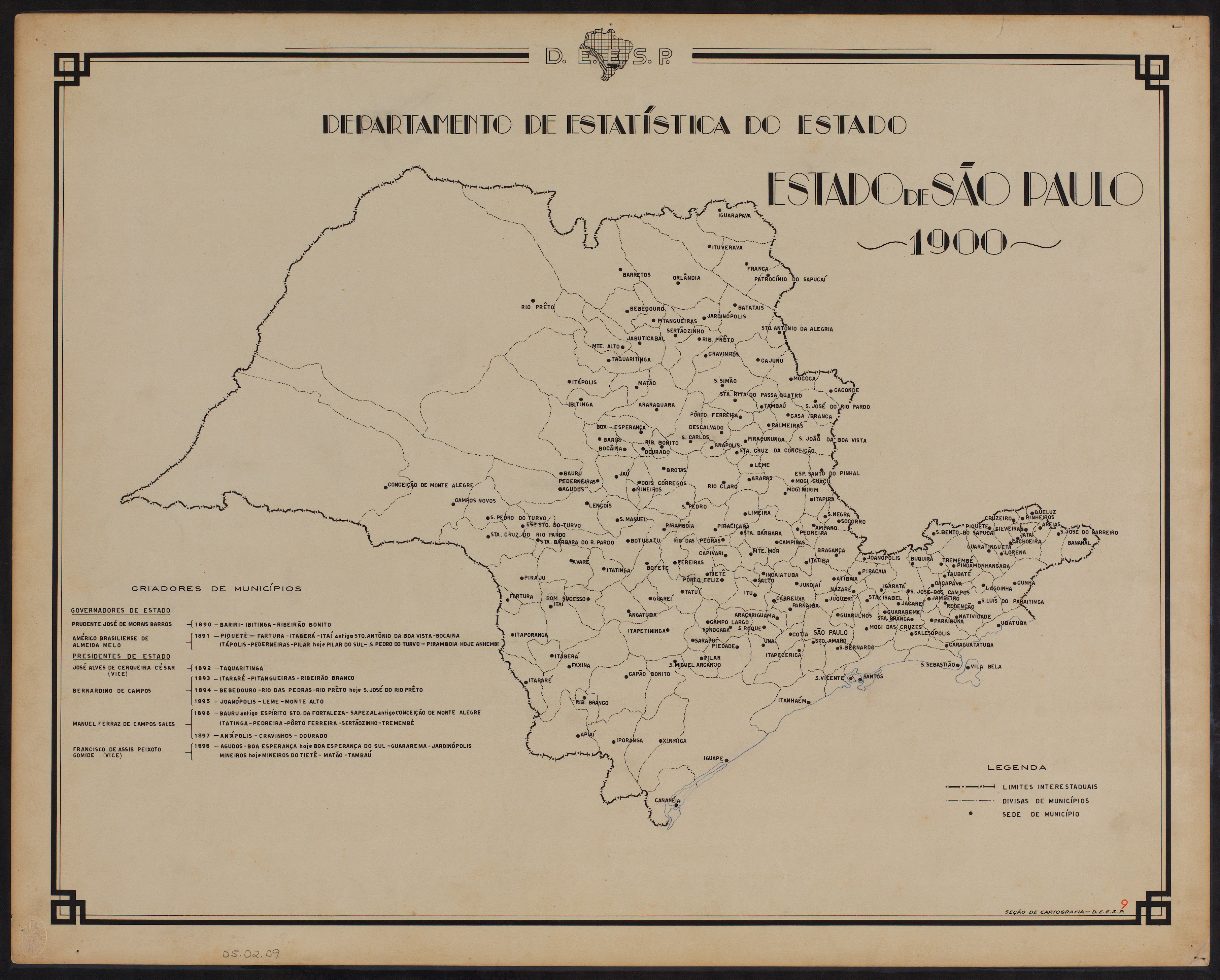
Estado de São Paulo (1900).

Criada pela Lei n.º 5285, de 29 de dezembro de 1958, foi instalada a Comarca no dia 19 de outubro de 1963.

## Geografia
O município de Porto Ferreira possui área de 244 km², e está situado em posição noroeste em relação a capital do Estado, na zona fisiográfica de Piracicaba.

### Limites territoriais
- Norte: Santa Rita do Passa Quatro
- Sul: Pirassununga
- Leste: Santa Cruz das Palmeiras
- Oeste: Descalvado

### Topografia
O Município é plano, com pequenas ondulações, ligeiramente inclinado para as bacias do Moji Guaçu e seus afluentes. Ao norte, montanhoso. O ponto mais alto do município é o Morro Alto, com 798 metros. O ponto mais baixo é a Ilha dos Patos, com 545 metros. Na Estação Rodoviária a altitude é de 559.7 metros acima do nível do mar.

### Solo
São encontrados quatro tipos de solo, assim distribuídos pela área do município: Latossol Vermelho Amarelo (62 km²), Latossol Roxo (74 km²), Hidromórfico (27 km²) e Latossol Vermelho Escuro (77 km²).

### Hidrografia

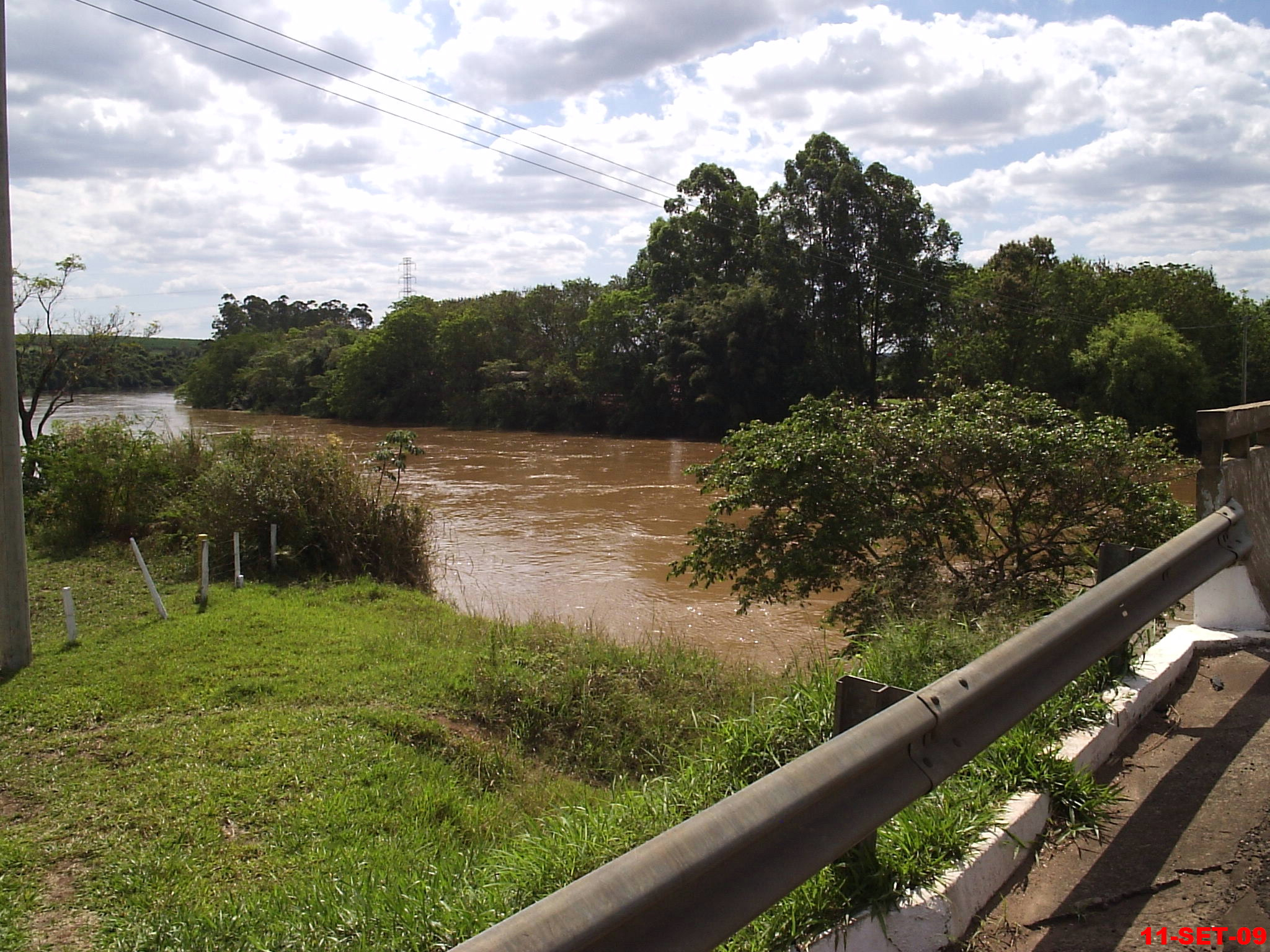
Trecho do Rio Mogi Guaçu na cidade.

- Rio Mogi Guaçu
- Rio Bonito
- Rio Santa Rosa
- Córrego Amaros
- Córrego dos Patos
- Córrego do Sapé
- Rio Corrente

### Clima
- Temperatura média anual: 21 °C
- Precipitação total anual: de 1300 a 1500 milímetros
- Vento Predominante: Sudeste

### Rodovias

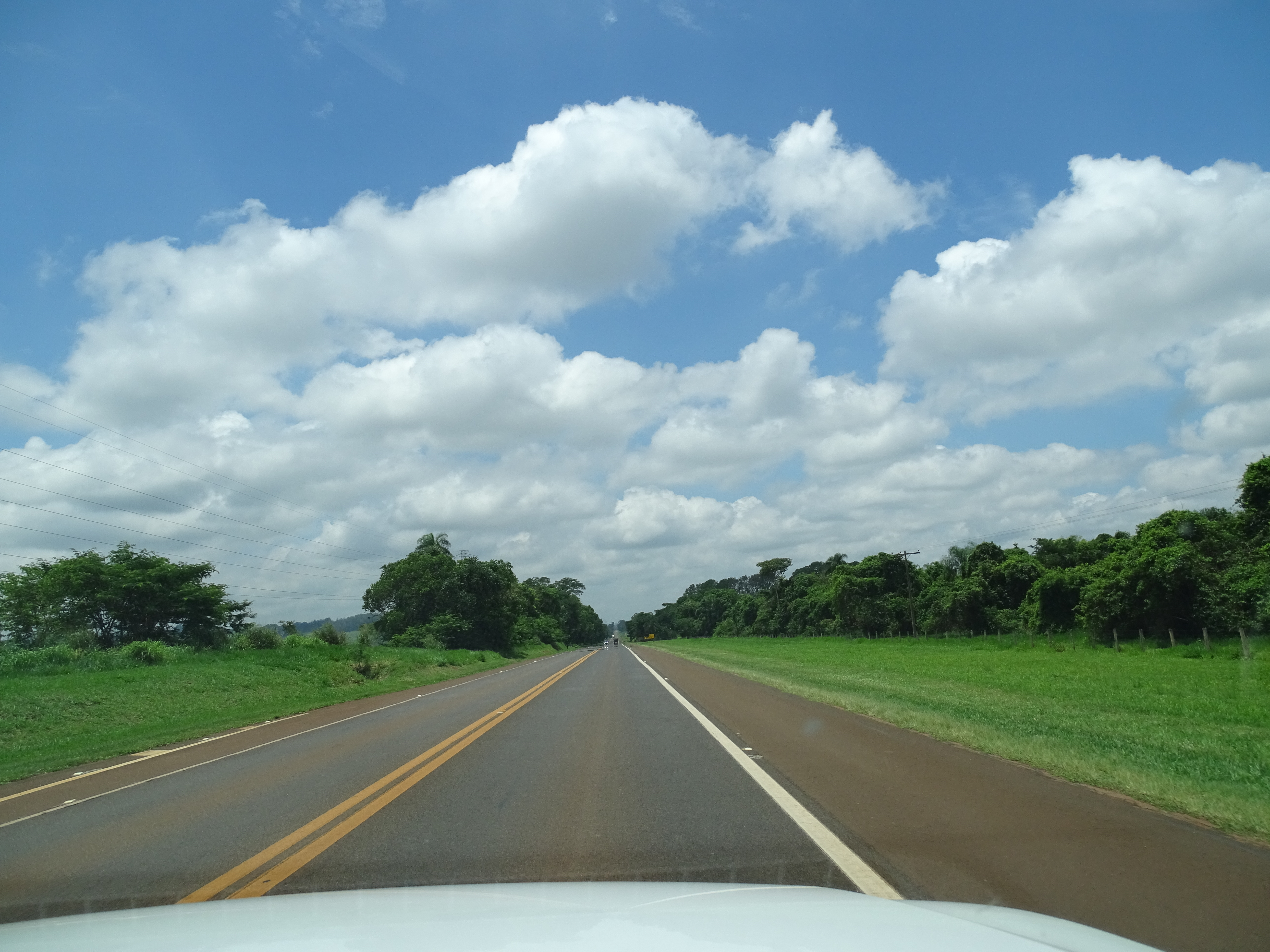
Trecho da SP-215 em Porto Ferreira.

- Via Anhanguera (SP 330) que liga a cidade à Ribeirão Preto e São Paulo
- Rodovia Deputado Vicente Botta (SP-215) que liga à cidade a Descalvado e a São Carlos
- Rodovia Luiz Pizetta (SP-328) trecho de Porto Ferreira à Santa Rita do Passa Quatro e trecho sem denominação, que liga a cidade à Pirassununga

Vias vicinais e municipais
- Sebastião Virgilho de Carvalho que liga à cidade ao distrito de Santa Cruz da Estrela e Tambaú
- Via José Francisco de Oliveira (Nego Moço)
- Via Syrio Ignátios que liga o antigo Aeroporto Municipal ao km 220 da via Anhanguera (estrada do Clube de Campo das Figueiras)
- Via Marcolino Reducino Leme que liga à cidade à Fazendinha
- PRF-075 que liga à via Anhanguera à Indústria 51 (Fazenda Lageado)
- PRF-090 que liga à cidade à fazenda Morro Alto

## Demografia

### Dados demográficos
Dados do Censo - 2010
População total: 58.797
- População Urbana: 56.901
- Rural: 1.896
- Homens: 29.247
- Mulheres: 29.550
- Eleitores: 42.119

Outros Dados - 2012
- Veículos: 34.545
- Bairros: 69
- Ruas e Avenidas: 453

Densidade demográfica (hab./km²): 264,25
Mortalidade infantil até 1 ano (por mil): 14,76
Expectativa de vida (anos): 81,82
Taxa de fecundidade (filhos por mulher): 1,95
Taxa de alfabetização: 92,34%
Índice de Desenvolvimento Humano (IDH-M): 0,892
- IDH-M Renda: 0,845
- IDH-M Longevidade: 0,880
- IDH-M Educação: 0,880

(Fonte: IPEADATA)

### Dados do município
PIB R$ 1.311.896.745,00
- - Agropecuária R$ 116.255.380,00
  - Indústria R$ 417.312.126,00
  - Comércio e Prestação de Serviços R$ 786.056.952,00
- Renda Per capita: R$1065,56 (estimativa de 2010)
- Receita 54,9%
- Despesas 45,1%
- Taxa de Urbanização: 96,61 %
- Taxa de Crescimento Anual da População: 1,86 %
- Quantidade de Leitos Hospital do SUS: 36 (coeficiente por mil habitantes – 0,73)

População que tem acesso a
- Abastecimento de Água: 97,5%
- Esgoto: 96,6%
- Coleta de Lixo: 100%

## Política e administração

### Governo
- Governantes de Porto Ferreira

### Símbolos municipais

#### Brasão

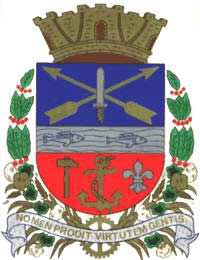
Brasão de Porto Ferreira.

O Brasão de Porto Ferreira, instituído pelo Decreto nº 388, de 22 de julho de 1961, foi criado pelo prof. Antonio Paim Vieira, que assim o descreveu, heraldicamente: " Escudo português tripartido. Em chefe: em campo de blau, duas flechas de ouro, em aspas, carregadas de um gládio de prata. Uma faixa ondulada, de prata com dois peixes do mesmo metal, de dextra para senestra. Em ponta: em campo de goles, uma âncora de ouro, tendo à dextra um malho do mesmo metal e à senestra uma flor de liz de prata. O paquife é constituído de ramos de café frutado, ramos de algodão, com flores e capulhos e espigas de cereal, tudo de suas cores. Unindo os ramos, uma roda denteada de ouro carregado do listel com a inscrição latina: "Nomen Prodit Virtutem Gentis". Em cima do brasão uma coroa mural de ouro, de quatro torres, com três meias e sua porta cada uma".
É do mesmo autor a descrição popular: "Ao alto, sobre a cor azul, duas flechas de ouro cruzam-se em "X", tendo, sobre o vértice, um gládio de prata. As flechas simbolizam São Sebastião, padroeiro celeste do lugar(daí a cor azul). O gládio de prata exprime a dignidade militar de São Sebastião, e também, lembra o brasão do estado de São Paulo, a que o município pertence. A faixa de prata, com ondulações e dois peixes, é a imagem parlante do rio Moji Guaçu, que banha o município, com sua abundância de pescado. Na base do escudo, sobre fundo vermelho, que simboliza a terra, uma âncora dourada exprime a ideia de "porto". Aos seus lados estão: um malho dourado, que recorda o apelido de "Ferreira", e uma flor de liz de prata, que recorda o apelido "Araújo", homenageando, assim, os dois mais antigos moradores do lugar, pioneiros do seu desenvolvimento. Os lados do brasão são ornamentados com ramos de café frutificados, ramos de algodão com flores e capulhos e espigas de arroz, exprimindo sua produção agrícola. O listel azul passa por sobre uma roda dentada, de ouro, que une os ramos, a qual significa o progresso industrial do lugar. No listel lê-se a inscrição latina: "Nomen prodit virtutem gentis", cuja tradução é: o nome (Ferreira) ostenta a virtude (ou têmpera) de sua gente (filhos). O escudo é encimado pela coroa mural dourada, como é de praxe em todos os brasões das cidades".

## Economia
A Associação Comercial e Empresarial de Porto Ferreira foi fundada em 1972.

### Agropecuária
A agricultura não apresenta uma grande participação na economia devido ao tamanho reduzido do município, a área Urbana possui uma extensão de 35 km² e a área Rural 209 km², onde apenas 185,6 km² são apropriados para o desenvolvimento de culturas agrícolas, com destaque para a cana de açúcar que tomou o espaço da Laranja e do Algodão. o município produz em pequena escala laticínios e gado para o consumo interno, sendo que o setor representa mais de 116 milhões de reais no PIB.[carece de fontes?]

### Comércio
A cidade possui um comércio amplo e diversificado, gerando mais de 12 mil empregos diretos e indiretos.[carece de fontes?]

### Serviços
O município conta com
- 08 Agências Bancárias
- 3 Casas Lotéricas
- 2 Agências dos Correios

### Indústrias
Porto Ferreira possui um grande polo de indústrias de transformação de minerais não metálicos (vidros e embalagens, cerâmica de mesa e faiança, olarias de tijolos e telhas de barro, pisos e revestimentos cerâmicos), papel e papelão, alimentos (cereais, aves, lácteos e bebidas), metalúrgicas e tecnologia (fios e condutores elétricos, chaves disjuntores e comandos, circuitos integrados), possui:
- 2 multinacionais instaladas
- 17 indústrias de porte grande
- 58 indústrias de porte médio
- 289 micro e pequenas indústrias

Dentre essas indústrias, destacam-se a Cargill, a Verallia pertencente ao Grupo Saint-Gobain, a Vidroporto S.A., Mar-Girius I.C.E Eletrónicos, Paco Indústria e Comércio de Materiais Elétricos, Batrol Móveis, Cerâmica Porto Ferreira S.A., Broto Legal Alimentos, Imporpel, etc e movimentam mais de 417 milhões na economia.[carece de fontes?]

### Capital Nacional da Cerâmica Artística e da Decoração

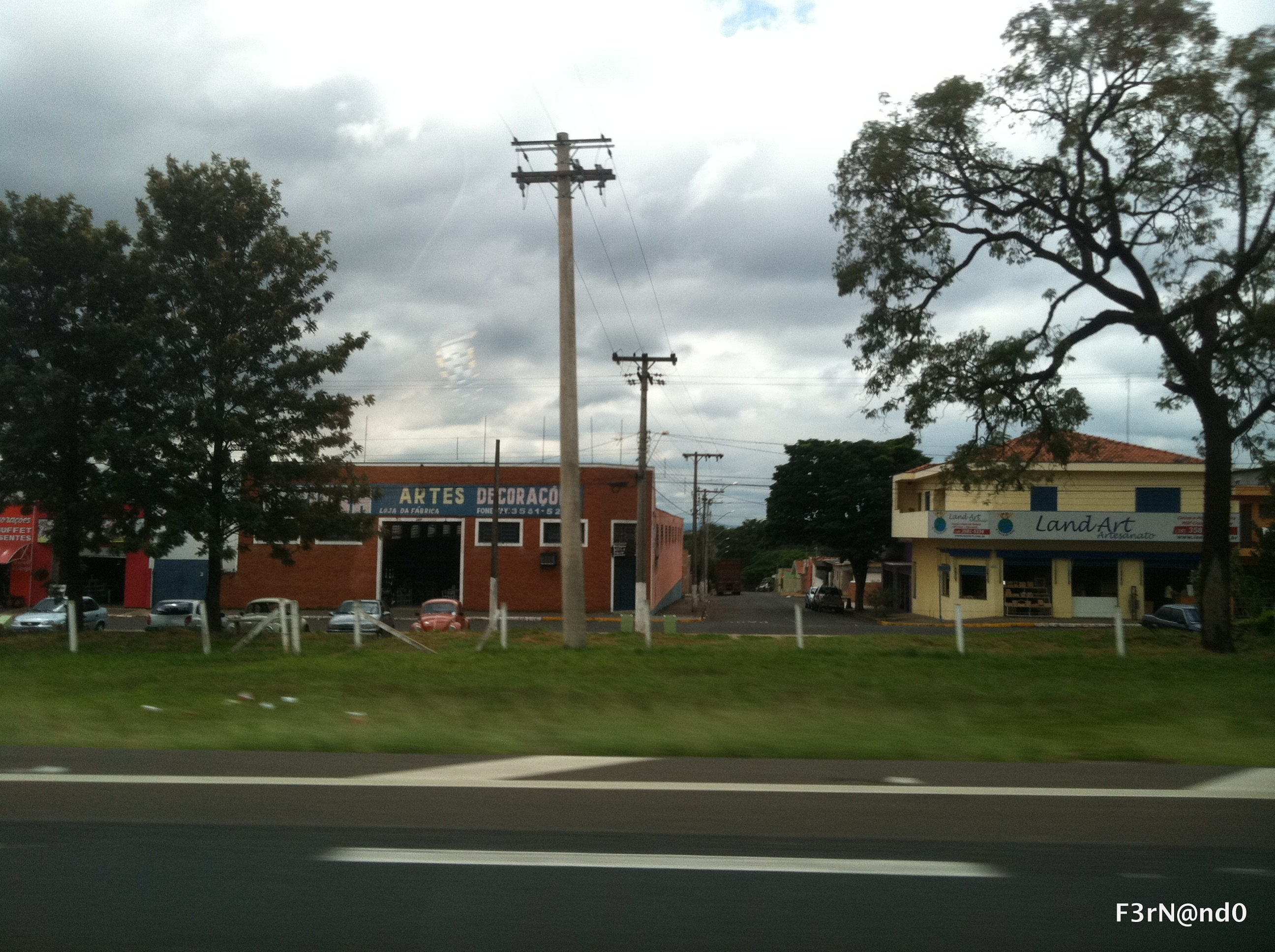
Comércio de Cerâmica Artística e de Decoração.

No dia 21 de setembro de 2017, o Plenário do Senado aprovou o projeto que confere à cidade o título de Capital Nacional da Cerâmica Artística e da Decoração. O autor do projeto, deputado Newton Lima (PT-SP), destacou a tradição e a importância econômica da atividade na região como forte gerador de emprego e renda. A proposta foi incluída na pauta do Plenário após um pedido do senador José Serra (PSDB-SP), que ressaltou a importância da produção de cerâmica para o Brasil. O texto seguiu para sanção do presidente Michel Temer e no dia 16 de outubro de 2017, a Lei N°13.492 conferiu em definitivo o título de "Capital Nacional da Cerâmica Artística e da Decoração ao município.
De acordo com o historiador ferreirense Renan Arnoni, a economia cafeeira, pautada por relações capitalistas de produção, proporcionou os “pré-requisitos fundamentais ao surgimento do capital industrial e da grande indústria”. “Entre 1888 e 1900, entraram 1.400.000 imigrantes no país, dos quais 890.000 se fixaram em São Paulo e foram construídos milhares de quilômetros de trilhos de trem para escoarem a produção”.
Com o aumento da população no Estado de São Paulo, criou-se grande demanda por produtos manufaturados e por materiais para a construção de moradias. As empresas localizavam-se próximas à fonte de matéria-prima.
Em 1901, Bandeira tentou fazer um levantamento do número de empresas em todo o Estado de São Paulo. Constatou a existência de 170 fábricas, das quais 50 possuíam mais de 100 funcionários; existiam 17 fiações e 7 fundições, as demais, dividiam-se entre olarias, fábricas de cimento, açúcar, farinha de trigo, drogas, objetos de vidro, sapatos, roupas feitas e papel.
A indústria cerâmica, formada por olarias, fábricas de louças de barro e de louça branca, foi uma das primeiras a se desenvolver no Estado de São Paulo, no final do século XIX e início do século XX. Segundo Bellingieri (2005), as olarias constituem-se o marco inicial do setor, “[...] presentes em quase todas as cidades e núcleos urbanos de São Paulo, desde as últimas décadas do século XIX”. Tratava-se de unidades produtoras de telhas e tijolos, enquanto as cerâmicas fabricavam produtos mais “sofisticados”, como manilhas, tubos, potes, talhas, entre outros.
Como referência para a compreensão estrutural de Porto Ferreira nas primeiras décadas do século XX, vale a pena citar algumas informações retiradas de um artigo sobre o município em questão, publicado no “Almanaque Laemmert”, em 1905. Porto Ferreira contava com 11 500 habitantes e cultivava, principalmente, as culturas de café e cana-de-açúcar. Existiam 1 Grêmio Dramático e Literário, 1 cadeia, 2 farmácias, 1 tipografia, 2 hotéis, 3 sapateiros, 3 alfaiates, 4 cerâmicas de tijolos, 3 cervejarias, 2 ferreiros, 1 funileiro, 2 barbeiros, 1 filarmônica, 1 fotógrafo, 2 lojas de marcenaria, 2 padarias, 6 lojas de fazendas e 15 armazéns de secos e molhados. Os termos cerâmicas e olarias confundem-se nos textos históricos, entretanto é possível constatar a presença de cerâmicas já em 1905 em Porto Ferreira.
Em um anúncio da Coletoria Estadual de Porto Ferreira, publicado em 25/03/1928 no jornal “O Ferreirense”, relatam-se as empresas existentes que se encontram citadas: 4 olarias – Ângelo Ramos, João Mutinelli, Pedro Pereira de Araújo, Paschoal Gentil; 1 cerâmica – Fábrica de Louças S.A.
Em 1937, as cerâmicas representavam 10% das empresas do Estado com 1157 empresas, tornando-se a 3ª maior empregadora com 12 225 operários, atrás do setor têxtil (89 358) e de madeira (15 401), em quarto lugar, vinha a indústria alimentícia empregando 10 767 funcionários.
Segundo dados do Departamento Estadual de Estatística, no ano de 1945, dentre as indústrias relacionadas do município de Porto Ferreira, constavam sete empresas cerâmicas (tijolos e telhas), uma cerâmica de isoladores elétricos (do Syrio Ignátios) e uma cerâmica de pratos, xícaras e louças em geral (Cerâmica Porto Ferreira), de um total de trinta e duas empresas cadastradas.
Segundo reportagem da Revista do Cinquentenário, em 1946, Porto Ferreira contava com: Uma grande fábrica de louça, 1 fábrica de isoladores elétricos, 1 fábrica de mosaicos, 1 fábrica de brinquedos, 1 fábrica de móveis, 1 fábrica de cera para assoalhos e pasta para calçados, 1 usina de beneficiamento de algodão, 3 máquinas de beneficiar arroz, 13 olarias, 1 lapidação de pedras preciosas,1 colchoaria, 1 torrefação de café, 4 moinhos de fubá, 2 oficinas mecânicas, 1 posto de refrigeração de leite, 3 empresas de exploração de areia e pedregulho, 3 oficinas de ferreiro, 2 oficinas de carpinteiro, 2 institutos de beleza, 1 médico e 2 dentistas. [...] Conta o comércio com 3 farmácias, 7 lojas de fazendas, 9 armazéns de secos e molhados, 2 açougues, 3 padarias, 5 sorveterias, 4 alfaiatarias, 1 tipografia, 3 leiterias, 12 bares e botequins, 6 barbearias, 1 selaria, 1 posto de gasolina, 2 sapatarias, 1 hotel e 1 pensão.
Já os dados do Conselho Nacional de Estatísticas, do ano de 1952, apontam a existência de trinta e cinco empresas em Porto Ferreira, das quais vinte e cinco pertenciam ao setor da indústria de transformação de minerais não metálicos, demonstrando a força do setor na economia local. Deste total, constam sete empresas localizadas na Chácara São José, próxima a estação de trem da Fepasa, das quais seis eram cerâmicas e uma pertencia ao setor de indústria extrativa – possivelmente dedicava-se à extração de argila das várzeas do rio Mogi Guaçu, matéria-prima da produção de tijolos.
Década de 50: A Onda de Progresso
Em virtude do rápido processo de urbanização e crescimento das indústrias, inevitavelmente, ocorreria um aumento por parte do governo nos investimentos em infraestrutura, tanto no planejamento quanto na execução das obras.
Segundo Bragioni & Arnoni (2012), a década de 1950 marcou profundamente a história de Porto Ferreira, como uma onda de progresso. A cidade sofreu um rápido desenvolvimento, concentrando-se muitos investimentos em infraestrutura, amparados pelas ações do Governo do Estado de São Paulo, em virtude do intermédio do ferreirense, Dr. Erlindo Salzano, Vice-Governador do Estado (1951-1954).
Certamente, a obra mais relevante do período, para o futuro do município, foi a construção da estrada asfaltada “São Paulo-Igarapava”, conhecida como “Via Anhanguera”. Esta rodovia diminuiu drasticamente o tempo de deslocamento dos produtos e das pessoas entre Ribeirão Preto e São Paulo - um dos principais eixos econômicos do Brasil, substituindo o transporte ferroviário.
Com o fim de dar dimensão às ações do Vice-Governador, sem aprofundar o assunto, no jornal “O Ferreirense”, de 14 de setembro de 1952, no artigo “Porto Ferreira e Dr. Erlindo”, está escrito:
“A nova caixa d’água, no alto da cidade, com seus enormes canos, o aeroporto, a cidade nova, as fábricas, as avenidas, os aterros, a estrada asfaltada, o Jardim Primavera, a piscina, a Escola Profissional, enfim, tudo o que de novo e belo existe em nossa terra, é lembrar do Dr. Erlindo”.
Em 10 de agosto de 1952 “O Ferreirense” estampava em suas páginas a informação de que 10 máquinas, moto niveladoras e tratores, próximos a Porto Ferreira, haviam iniciado os trabalhos para abrir a estrada de rodagem asfaltada, ligando Ribeirão Preto à capital do Estado de São Paulo. Existia a esperança da rápida conclusão “tão sonhada e esperada estrada asfaltada”. Naquele ano, o progresso era vigente no município.
As 34 olarias instaladas não venciam as encomendas da cidade e os pedidos de outros centros vizinhos, em decorrência dos 150 prédios em construção. Em 14 de dezembro de 1952, “O Ferreirense” fez a seguinte colocação:
“Acaba de ser feito o levantamento aerofotogramétrico do traçado de Porto Ferreira-Ribeirão Preto na rodovia estadual São Paulo Igarapava. [...] A rodovia estadual asfaltada, que já está alcançando Araras, continua em seu ritmo acelerado e tudo faz crer que em breve teremos a nova estrada que passa no alto da “cidade nova” e “Jardim Primavera”, pronta e aberta para o trânsito”.
Escola Artesanal
De acordo com o trabalho acadêmico do Professor Reginaldo Archanjo, o Srs. João Teixeira, Manoel da Silva Oliveira e José Calos de Macedo Soares conseguiram a criação do Decreto de Lei 17.087 para a criação do Curso Prático de Ensino Profissional em Porto Ferreira. Em 14 de Setembro de 1946, o Curso Prático de Cerâmica já estava criado. A Escola Artesanal começou a funcionar em 16 de Novembro de 1950. Em Abril de 1953 foi inaugurado o prédio novo da Escola Artesanal, onde atualmente funcionam o Centro de Especialidades Médicas “Dr. Américo Montenegro” e a Secretaria de Saúde. Havia os cursos de corte e costura, de serviços domésticos e de cerâmica e decoração. Em 1963 as Escolas artesanais foram transformadas em Escolas Industriais. Assim, muitos alunos saíam com as qualificações para exercer o ofício de ceramista.
Cerâmica Porto Ferreira
A maior empresa de Porto Ferreira durante muitas décadas foi a “Cerâmica Porto Ferreira”. Criada em 1921, como Fábrica de Louças produzia faianças, louças de mesa branca. Na década de 50, através de um financiamento de 6 milhões de cruzeiros, conseguido graças ao bom relacionamento de Syrio Ignátios, político e empresário local, com Horácio Lafer, político e empresário do ramo de papel. Com o capital emprestado, foram importados maquinários (bens de produção) dos Estados Unidos. Em 1953, a Cerâmica Porto Ferreira contava com 600 empregados, capital de 18.000.000,00, com o ativo total de 40.000.000,00 de cruzeiros, ocupava um área de 16000 metros quadrados e sua produção atingiu 10 milhões de peças. Em 1957, um novo empréstimo completou o ciclo de expansão, aumentando em oito vezes a capacidade produtiva da empresa, que passou a liderar o mercado nacional de louça branca de mesa. No final da década de 80, a empresa parou de produzir faiança e passou a se dedicar somente ao ramo de revestimento cerâmico.
Aos poucos, surgiram novas fábricas cerâmicas advindos de ex-funcionários da CPF, ao perceberam o potencial do negócio pela alta demanda do produto de cerâmica artística de decoração e, também, provenientes da escola artesanal. Vale salientar que a própria Cerâmica Porto Ferreira criou a “Cerâmica Artística Forjaz, que funcionou entre as décadas de 50 e 60”.
As Cerâmicas Artísticas
A transição da ênfase econômica das olarias para as cerâmicas artísticas ocorreu na década de 70. A Companhia Ambiental do Estado de São Paulo – CETESB, criada em 24 de Julho de 1968, inibiu a exploração dos “barreiros” para a retirada da argila utilizada pelas cerâmicas oleiras, dificultando a atuação deste setor econômico. Passou a ser necessário um licenciamento ambiental para exploração das várzeas dos rios e retirada do barro.
Durante a década de 70, o Prefeito Municipal Dorival Braga passou a utilizar a terminologia “Capital da Cerâmica” para se referir a Porto Ferreira. Segundo o site da Cerâmica Burguina, na década de 80 ocorreu o “boom” das cerâmicas em Porto Ferreira. “Em 1986, a cidade contava com 108 fábricas de cerâmica artística cadastradas na prefeitura. Há relatos de que a quantidade total destas empresas adicionando as informais chegava em mais de 250”. Porém este período de fartura foi afetado no  início da década de 90, em decorrência do aumento da oferta de mercadorias do setor e de medidas tomadas pelo “Plano Collor”, resultando em uma queda brusca no número de empresas após 1994.  
Fato inusitado ocorreu em Agosto de 1991, quando o prefeito da cidade de Blumenau proibiu a entrada das “canecas-seio” na tradicional “Oktoberfest”, que ocorreu entre 11 e 15 de Outubro. A caneca-seio, produzida pela Cerâmica Guiomar, tem um formato de seio o líquido pode ser tomado pelo bico. O fato é que a ocorrência gerou grande repercussão na mídia e a “caneca-seio”, que já era produzida há 3 anos, passou a ser um sucesso de vendas em todo o país.
No início do Século XXI, surgiu paralelamente à Rodovia Anhanguera, cerca de 2,5 km do centro da cidade, a chamada "Avenida do Comércio". Trata-se de um conglomerado de mais de 1km de extensão, com algo em torno de 120 lojas, vendendo artesanatos, materiais em vidro, madeira, gesso, móveis, serralherias, louças e serralherias utilitárias e para decoração, atraindo centenas de turistas ao município.
Por fim, torna-se possível compreender, historicamente, que Porto Ferreira adquiriu um caráter industrial desde o começo do século XX, focado na indústria oleira e, posteriormente, dentro de uma economia mais complexa, após a década de 50, desenvolveu uma das suas vertentes econômicas ancoradas na produção e comercialização de cerâmicas artísticas e de decoração, merecendo, portanto, o título de “Capital Nacional da Cerâmica Artística e de Decoração”. 

## Infraestrutura

### Saúde
O município possui:
- 1 Hospital (mantido pela irmandade e misericórdia)
- 1 Pronto Socorro Municipal
- 1 Centro de Especialidades Médicas e Imagem
- 1 UPA (em construção)
- 10 UBSs
- 3 PSFs
- 2 Centros Odontológicos

### Educação
O município possui:
- 12 creches publicas;
- 4 creches particular;
- 11 EMEIs;
- 13 EMEFs;
- 1 EMEFM Mário Borelli Thomáz;
- 1 Sesi;
- 1 CAIC;
- 3 Escolas Estaduais;
- 2 Faculdades;
- 1 Escola Técnica (ETEC);
- 6 escolas particulares.

### Transportes

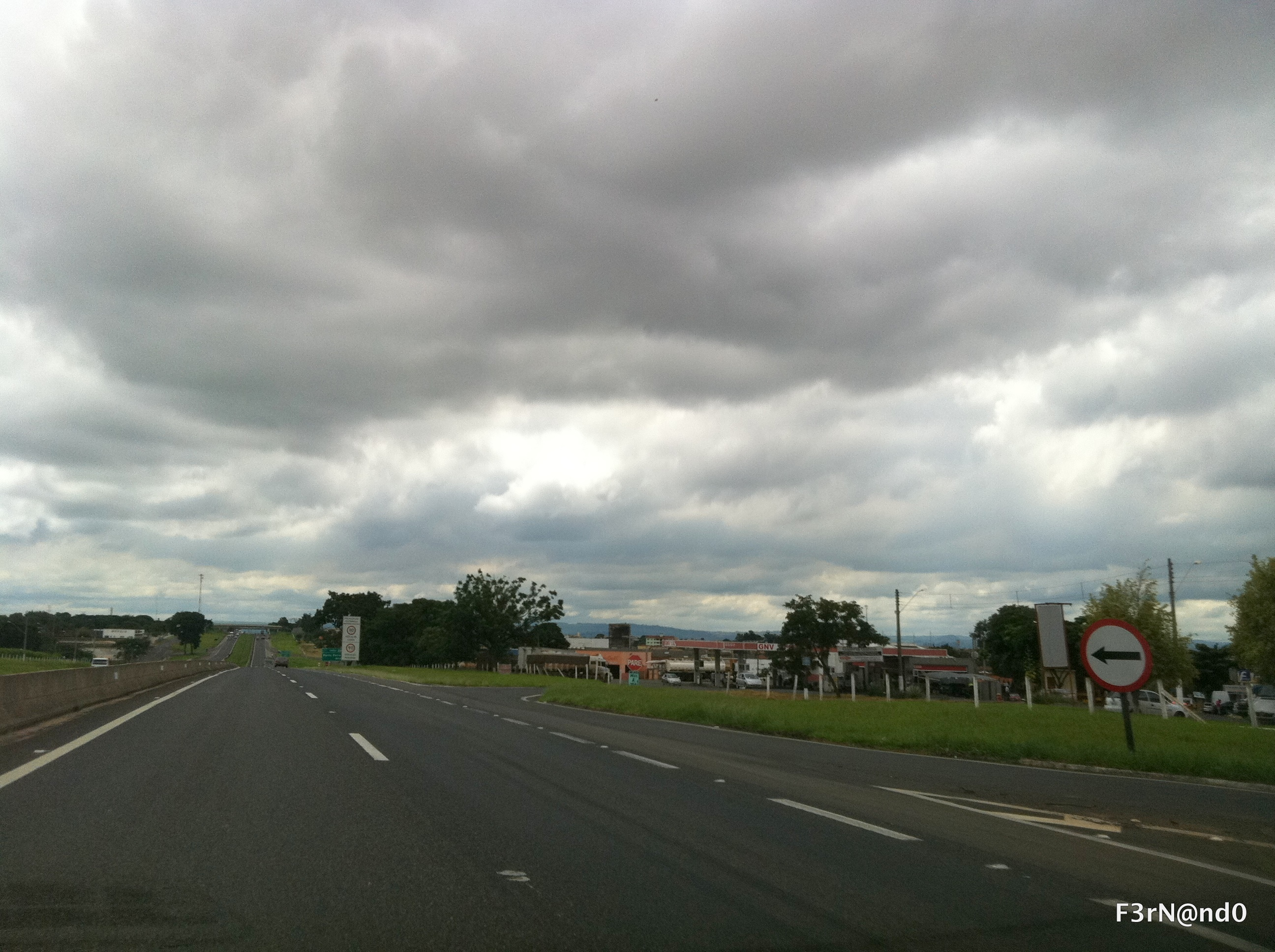
Trecho da Rodovia Anhanguera em Porto Ferreira.

#### Rodoviário
O município conta com o atendimento das seguintes empresas de ônibus:
- Via Sol
- Viação SC (Grupo Paraty)
- Danúbio Azul
- Rápido do Oeste
- Viação Rápido Ribeirão (não entra no perímetro urbano na cidade)
- Transporto (empresa responsável pelo transporte coletivo urbano)

#### Ferroviário
Porto Ferreira também já foi servida por transporte ferroviário entre os anos de 1880 e final dos anos 1980, possuindo um entroncamento entre dois ramais ferroviários: o Ramal de Descalvado e o Ramal de Santa Rita, ambos da Companhia Paulista de Estradas de Ferro. Os dois ramais tiveram uma importância fundamental para o desenvolvimento da localidade durante o período do ciclo do café, acompanhando sua emancipação e sendo os principais acessos à capital paulista e as outras cidades próximas da região.
O município recebia constantes investimentos da Paulista (CPEF), que muito contribuíram para a sua infraestrutura urbana e rural. O Ramal de Santa Rita, que ligava a cidade à Santa Rita do Passa Quatro e de curta extensão, no entanto, recebia poucos investimentos em sua manutenção, cuja bitola ainda era estreita (de 60 cm). Este, foi o primeiro a ser desativado, culminando em sua erradicação no ano de 1960. O Ramal de Descalvado, que ligava Porto Ferreira à Descalvado e à Cordeirópolis, possuía bitola larga e uma extensão mais longa e manteve suas operações normais já durante a administração da Fepasa até o ano de 1977, quando os últimos trens de passageiros correram pela cidade e realizaram suas últimas paradas na estação ferroviária da cidade, que acabou desativada.
Apesar do fim dos trens de passageiros pelo ramal, a estação ainda mantinha certa movimentação de trens cargueiros em seu grande pátio, por onde atendiam as indústrias locais e a produção leiteira regional. Porém, estes também cessariam suas atividades no final da década de 1980, culminando na desativação do pátio e do ramal como um todo. Na década seguinte, a estação foi reformada e se tornou a sede da Secretaria Municipal de Cultura e também um ponto turístico local.
Após alguns anos de abandono, os trilhos do ramal foram retirados da cidade no ano de 1997, sobrando apenas o girador de locomotivas de bitola larga (posteriormente restaurado) e alguns pouquíssimos vestígios de trilhos pelo antigo pátio, já cobertos pelo asfalto.

### Comunicações

#### Telefonia
O sistema de telefones automáticos foi inaugurado na cidade em 1962 pelo Serviço Telefônico Municipal, administrado pela Companhia Telefônica Brasileira (CTB). Já o sistema de discagem direta à distância (DDD) foi implantado em 1978 pela Telecomunicações de São Paulo (TELESP) com o código de área (0195).
Na década de 90 o código DDD da cidade foi alterado para (019), para padronização do sistema telefônico com a telefonia celular que estava sendo implantada em todo o estado.

#### Emissoras de rádio
- Rádio Primavera AM 1470 kHz
- Rádio Porto FM 106.9 MHz
- Rádio Comunidade FM 105.9 MHz
- Rádio Inovadora FM Gospel 89.1 MHz

## Cultura e lazer

### Parque Estadual de Porto Ferreira

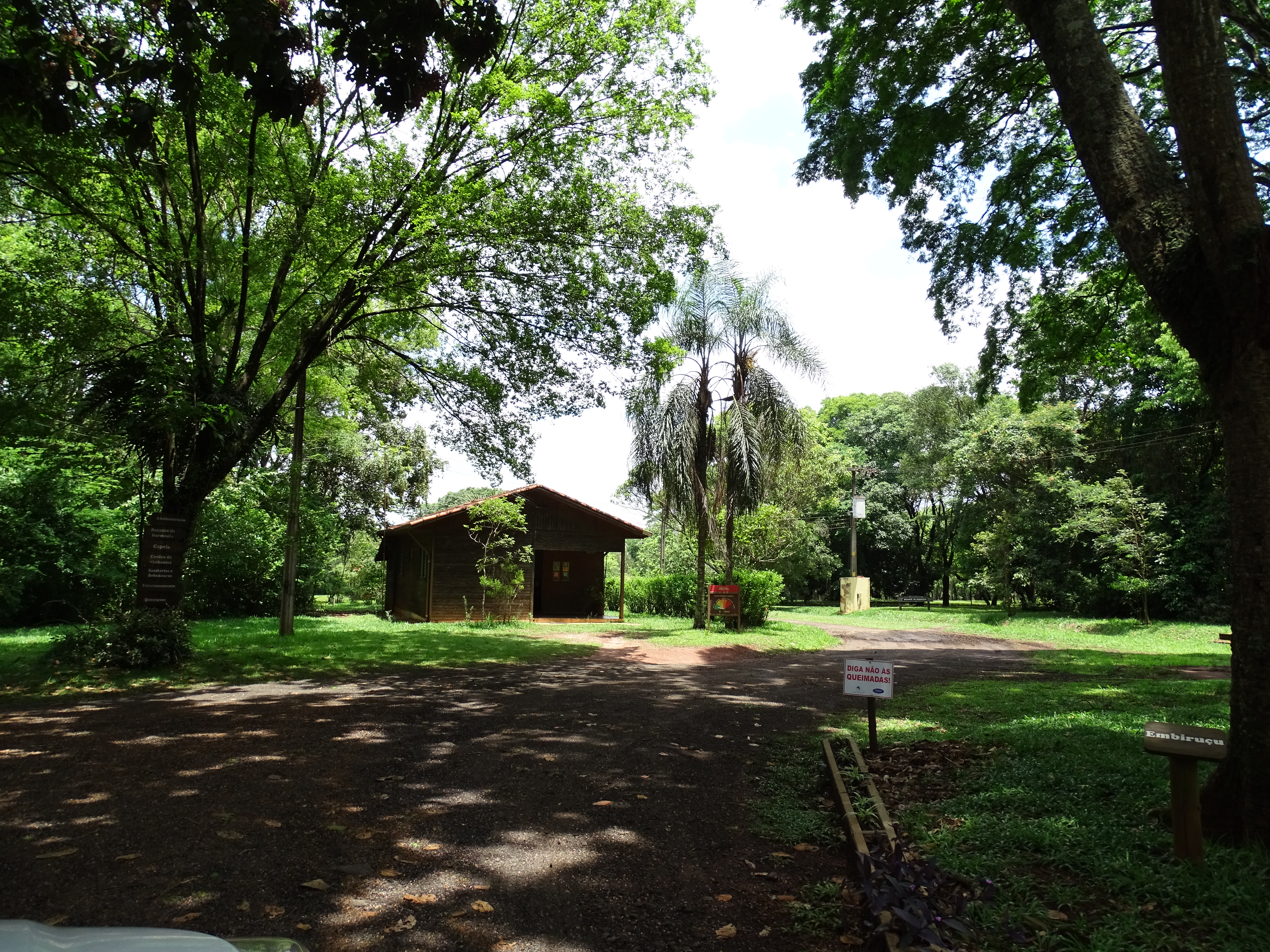
Parque Estadual de Porto Ferreira.

O Parque Estadual de Porto Ferreira é uma unidade de conservação do estado de São Paulo criado em 1962. Possui uma área de 680,91 hectares e está às margens do Rio Mogi Guaçu. O parque preserva pequenas porções de cerrado e floresta estacional semidecidual.

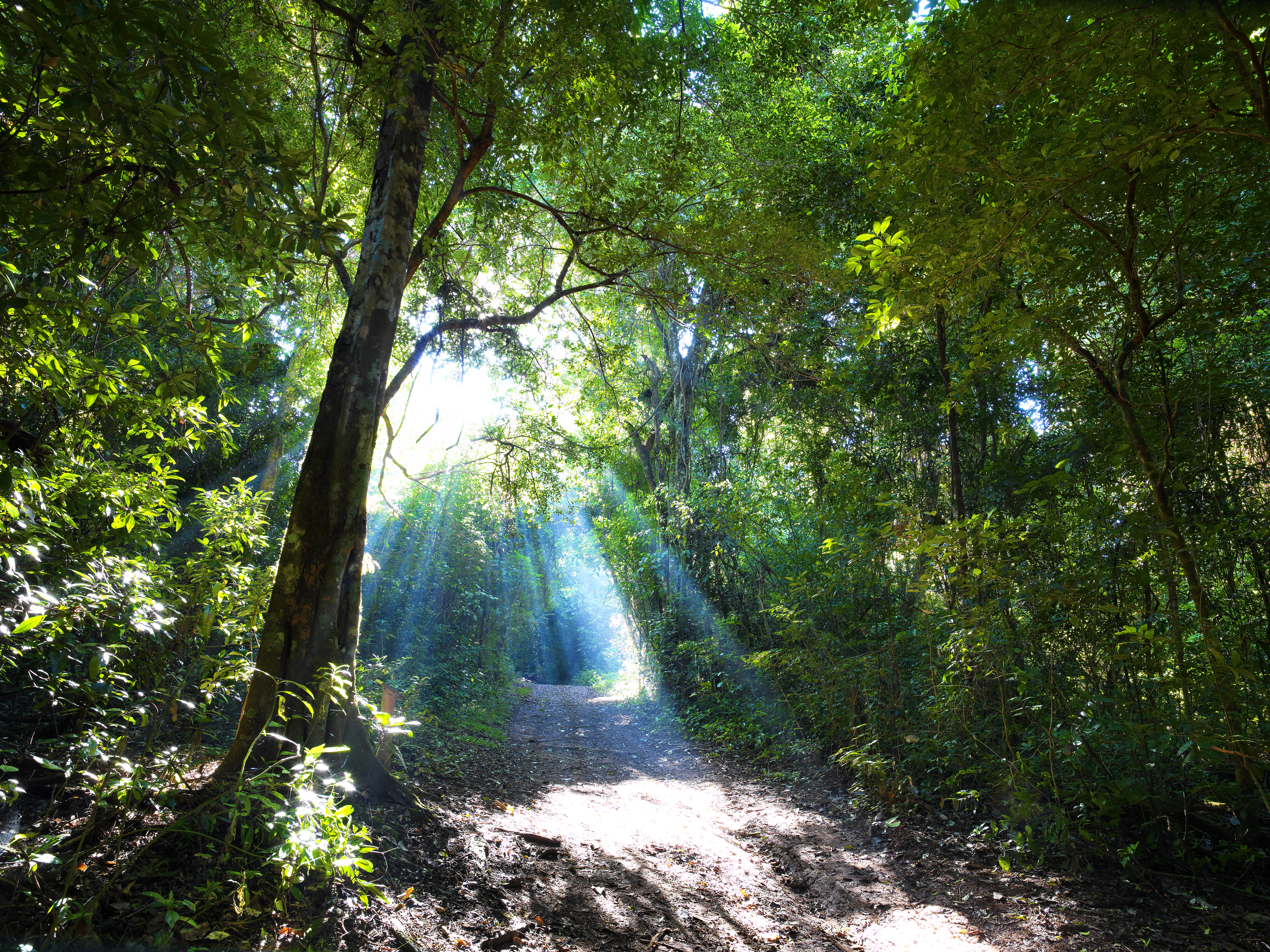
Trecho de mata no parque.

### Feira Industrial Ferreirense
Feira Industrial Ferreirense (FEIFE), Cultura, Negocois e Diversão, criada em 1975 na primeira gestão do prefeito Dorival Braga, a FEIFE é sinónimo de Porto Ferreira, é o ponto alto das comemorações do aniversário da cidade. Exposições, Rodeios, Parques de Diversões, Praça de alimentação e Shows diversificados, dentre tantos outros atrativos, elevam o nome de Porto Ferreira que é reconhecida Nacionalmente por seus Produtos e Serviços. a FEIFE já foi considerada a maior Feira Industrial do interior, ficando entre as 3 maiores Feiras do Estado de São Paulo nos anos 80, 90 e início dos anos 2000.

### Clubes
- Porto Ferreira Futebol Clube
- Sociedade Cultural Clube de Campo das Figueiras
- Sociedade Esportiva Palmeirinha

### Eventos do calendário oficial
- 20 de janeiro        = Dia de São Sebastião (Padroeiro)
- fevereiro/março      = Carnaval
- março                = Semana cultural Orestes Rocha
- maio                 = Festival Zé carreiro de música Sertaneja
- junho                = Cavalaria Jorgiana
- julho                = Festa de São Cristovão
- 24 a 31 de julho     = Semana da Cidade
- julho                = FEIFE (Feira Indústrial Ferreirense)
- 29 de julho          = Aniversário de Porto Ferreira
- Dezembro             = Natal de Luzes

## Pessoas ilustres
- Biografias de ferreirenses

## Religião
O Cristianismo se faz presente na cidade da seguinte forma:

### Igreja Católica
- A igreja faz parte da Diocese de Limeira.[49]

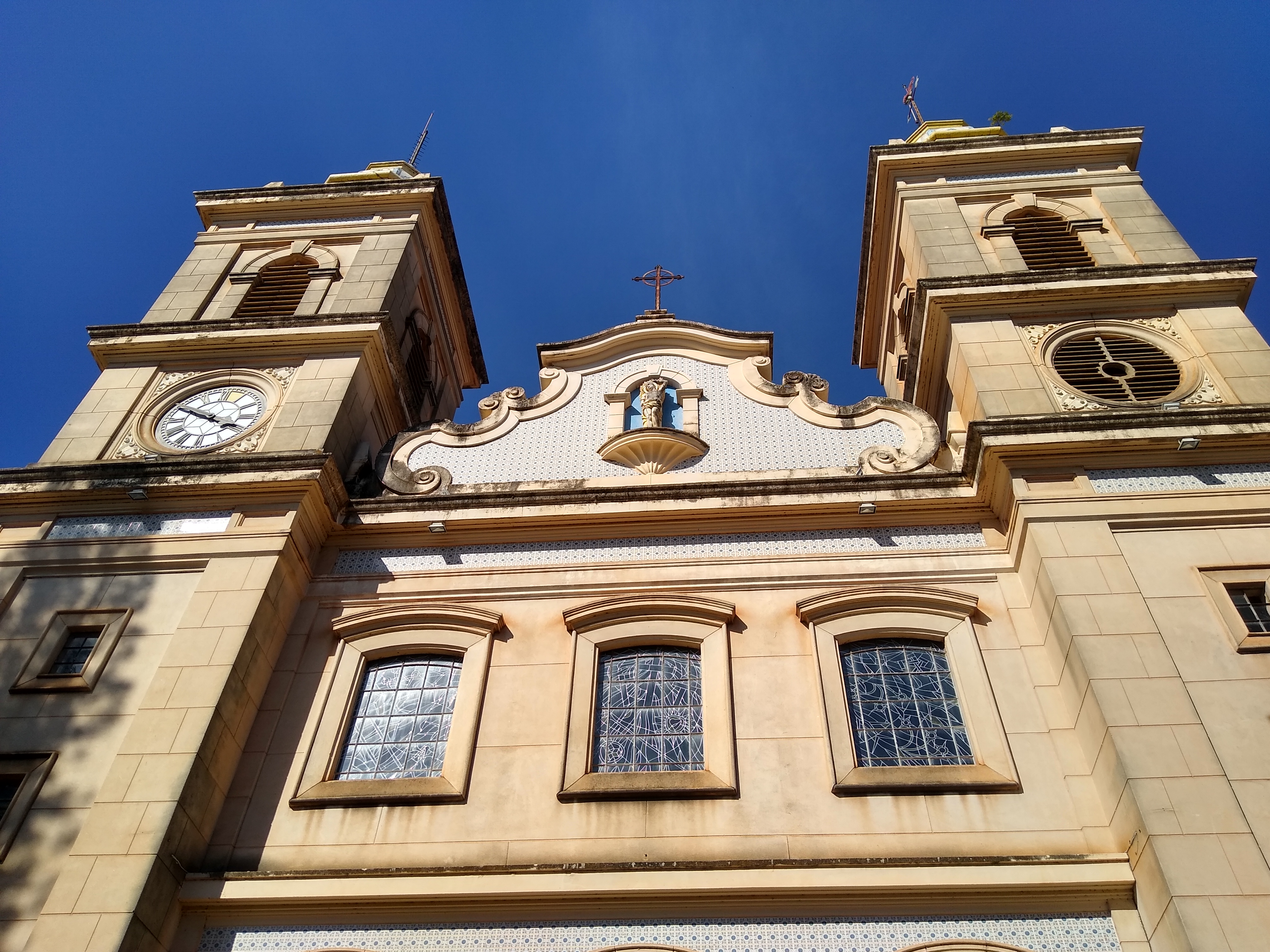
Fachada da Matriz
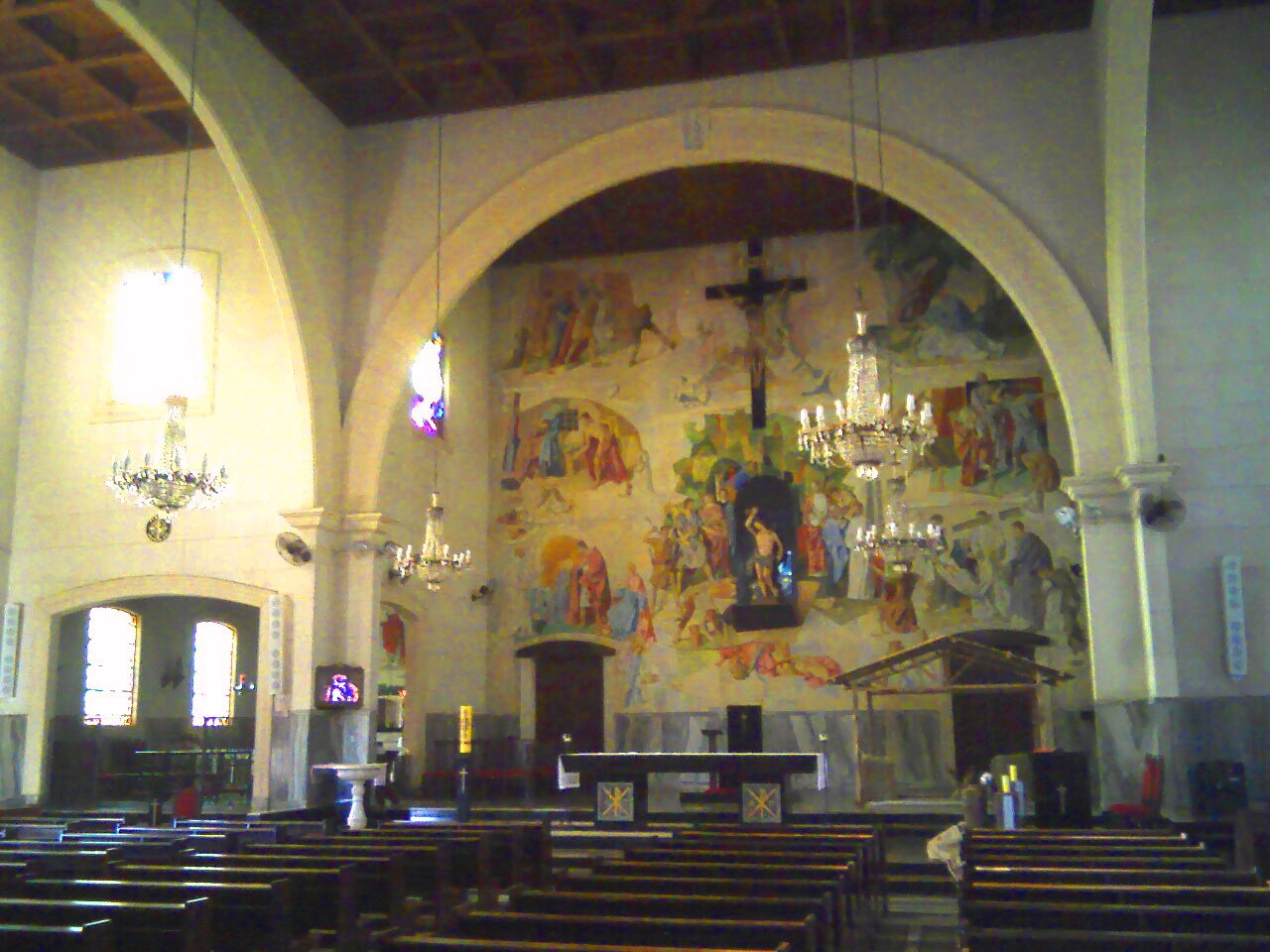
Interior da Matriz
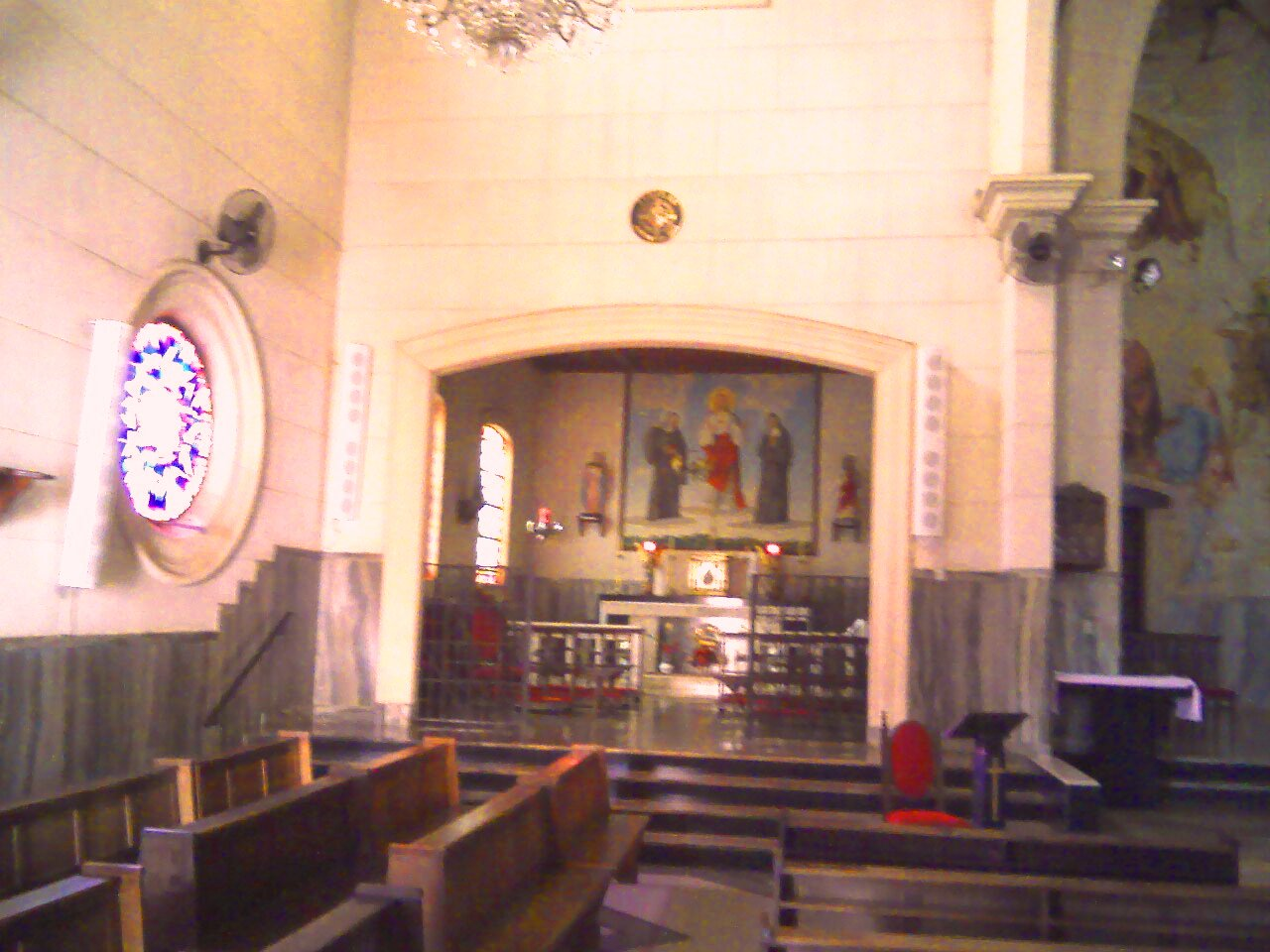
Interior da Matriz
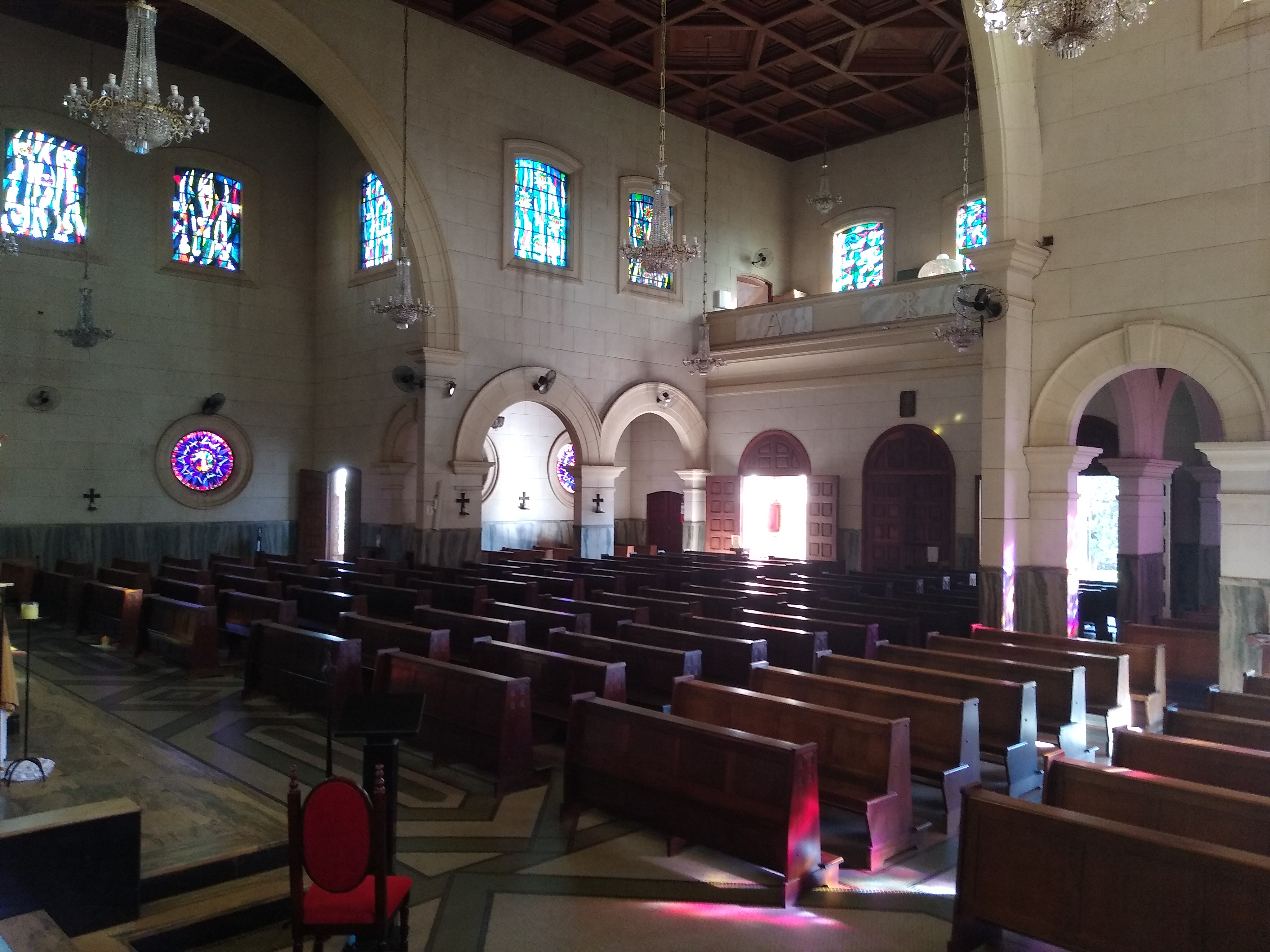
Interior da Matriz

### Igrejas Evangélicas
Entre as igrejas protestantes históricas, pentecostais e neopentecostais, encontram-se na cidade:
- Assembleia de Deus Ministério do Belém.[51][52]
- Congregação Cristã no Brasil.[53]